# Herminia Aburto Colihueque
Herminia Aburto Colihueque (1910-1992) fue una activista mapuche, de nacionalidad chilena, nacida durante la primera mitad del siglo XX. Fue la primera mujer del pueblo mapuche en presentarse como candidata a un cargo público en una elección de su país. Además fue presidente de la Sociedad Femenina Araucana Yafluayin y secretaria de la Federación Araucana.

## Familia y juventud
Herminia Aburto Colihueque fue hija de Manuel Aburto Panguilef, fundador y presidente de la Federación Araucana durante los años 1922 y 1940, y de Abelina Colihueque Lemunao, ambos pertenecientes al pueblo mapuche.
Sus padres la incentivaron y apoyaron desde siempre en su formación e instrucción, por tanto, y a diferencia de muchas mujeres mapuche –y no mapuche— de la época, Herminia tuvo acceso a la educación. De forma privilegiada aprendió a leer y escribir, lo que le dio paso a participar activamente de la política, partiendo por integrarse a la Federación Araucana, como secretaria y redactora documental de la organización (1933-1938). También fue parte del directorio de la Corporación Araucana.

## Carrera política
En 1935 Herminia  Aburto Colihueque se presentó como candidata independiente a regidora de Temuco en las elecciones municipales de ese año —primera elección en donde se ejerció el sufragio femenino—, sin embargo, no fue elegida. Con ello, se convirtió en la primera mujer mapuche en postular a un cargo de elección pública en Chile.
En 1938 asumió como presidente de la Sociedad Femenina Araucana Yafluayin, una de las primeras asociaciones mapuche de mujeres, que fue creada en 1937. Dicha organización participaría, en abril de 1939, del Congreso Nacional Araucano. Ese mismo año, formó parte de la delegación mapuche —junto a Chepo Antimán, Colilla Marilla y Marihuán Rapimán— que se reunió con el Movimiento Pro-Emancipación de las Mujeres de Chile (MEMCH). A partir de la década de 1940, Herminia Aburto Colihueque se instala en la ciudad de Valparaíso y más tarde en Santiago.

Organizadas las araucanas lucharán por las reivindicaciones de sus intereses y para conquistar el derecho de voz y voto, como la mujer chilena en nuestro país
Herminia Aburto, Juventud Araucana.